# Борьба на летних Олимпийских играх 1952
На летних Олимпийских играх 1952 года проводились соревнования как по вольной, так и по греко-римской борьбе. Соревнования проводились только среди мужчин, в каждом из видов участники были разбиты на 8 весовых категорий.

## Медалисты

### Греко-римская борьба
| Категория   | Золото                   | Серебро                    | Бронза                        |
| ----------- | ------------------------ | -------------------------- | ----------------------------- |
| до 52 кг    | Борис Гуревич СССР       | Игнацио Фабра Италия       | Лео Хонкала Финляндия         |
| до 57 кг    | Имре Ходош Венгрия       | Захария Шихаб Ливан        | Артём Терян СССР              |
| До 62 кг    | Яков Пункин СССР         | Имре Пойяк Венгрия         | Абдель аль-Рашид Египет       |
| До 67 кг    | Шазам Сафин СССР         | Густав Фрей Швеция         | Микулаш Атанасов Чехословакия |
| До 73 кг    | Миклош Сильваши Венгрия  | Йёста Андерссон Швеция     | Халил Таха Ливан              |
| До 79 кг    | Аксель Грёнберг Швеция   | Калерво Раухала Финляндия  | Николай Белов СССР            |
| До 87 кг    | Келпо Грёндаль Финляндия | Шалва Чихладзе СССР        | Карл-Эрик Нильссон Швеция     |
| Свыше 87 кг | Йоханнес Коткас СССР     | Йозеф Ружичка Чехословакия | Тауно Кованен Финляндия       |

### Вольная борьба
| Категория   | Золото                 | Серебро                  | Бронза                        |
| ----------- | ---------------------- | ------------------------ | ----------------------------- |
| До 52 кг    | Хасан Гемиджи Турция   | Юсю Китано Япония        | Махмуд Моллагасеми Иран       |
| До 57 кг    | Сёхати Исии Япония     | Рашид Мамедбеков СССР    | Хашаба Джадхав Индия          |
| До 62 кг    | Байрам Шит Турция      | Насер Гивехчи Иран       | Джосайя Хенсон США            |
| До 67 кг    | Улле Андерберг Швеция  | Джей Томас Эванс США     | Тофиг Джаханбахт Иран         |
| До 73 кг    | Уильям Смит США        | Пер Берлин Швеция        | Абдулла Моджтабави Иран       |
| До 79 кг    | Давид Цимакуридзе СССР | Голмареза Тахти Иран     | Дьёрдь Гурич Венгрия          |
| До 87 кг    | Викинг Пальм Швеция    | Генри Виттенберг США     | Адиль Атан Турция             |
| Свыше 87 кг | Арсен Мекокишвили СССР | Бертиль Антонссон Швеция | Кеннет Ричмонд Великобритания |